# Sara Fantini
Sara Fantini (Fidenza, 16 settembre 1997) è una martellista italiana, campionessa europea a Roma 2024 e detentrice del record nazionale della specialità.

## Biografia
Sebbene sia figlia di due ex lanciatori (il pesista Corrado Fantini, finalista ai Giochi olimpici di Atlanta 1996, e la giavellottista Paola Iemmi), soltanto dal 2011 (quando era cadetta) è diventata una tesserata FIDAL, prima con una società sportiva della sua città natale, l'Atletica AVIS Fidenza e poi nel 2012 con la Polisportiva Cooperativa Consumatori NordEst di Parma. Dal 2013 gareggia per il CUS Parma.
È allenata dalla madre Paola Iemmi e da Marinella Vaccari Zanetti.
Dopo i due piazzamenti in finale ai nazionali under 18 (11ª nel martello e 17ª nel peso) nel 2013, l'anno successivo ha vinto il bronzo nel martello ai campionati italiani allieve; sempre nel 2014 è stata presente anche negli assoluti di Rovereto in cui però non ha piazzato nessuna misura valida nei tre lanci di qualifica per la finale.
Durante il biennio da juniores (2015-2016) ha vinto cinque su sei finali da lei disputate, con due titoli di categoria ai campionati italiani under 20 ed ai campionati invernali di lanci.
In ambito internazionale nel luglio del 2015 ha preso parte agli Europei juniores di Eskilstuna in Svezia, non andando oltre le qualificazioni alla finale; nel 2016 è giunta al settimo posto prima in Tunisia ai Campionati del Mediterraneo under 23 di Tunisi e poi ai Mondiali under 20 di Bydgoszcz in Polonia.
Nel corso della stagione agonistica 2017 ha ottenuto quattro titoli italiani su quattro gare disputate: campionato promesse e campionato assoluto agli invernali di lanci, campionati italiani under 23 e campionati nazionali universitari.
Il 12 marzo ha disputato la Coppa Europa invernale di lanci under 23 svoltasi nell'isola spagnola di Gran Canaria, terminando la gara del martello al sesto posto complessivo.
Il 24 giugno ha esordito in Francia a Villeneuve-d'Ascq (Lilla) con la maglia della Nazionale seniores in occasione degli Europei a squadre, concludendo la gara in nona posizione.
I 68,24 m raggiunti il 2 giugno del 2017 a Modena, in occasione del Trofeo "Goldoni-Benetti", le permettono di essere la primatista italiana all-time tra le promesse (migliorando di un centimetro il precedente record del 2002 che apparteneva a Clarissa Claretti) e la quarta misura italiana di tutti i tempi.
Nel giugno 2019 supera per la prima volta i 70 metri e ottiene il pass per i mondiali, dove viene eliminata nel turno di qualificazione.
Il 28 maggio 2022, lanciando l’attrezzo a 74,38 m, stabilisce a Lucca il nuovo record italiano, superando dopo 17 anni il 73,59 m realizzato da Ester Balassini a Bressanone nel 2005. Appena 11 giorni più tardi si ripete a Trnava nel corso del Continental Meeting di Samorin portando il primato nazionale a 74,86 m. Nel corso della tappa madrilena del Continental Tour, il 18 giugno fa registrare l'ennesimo record italiano arrivando a lanciare a 75,77 m.
Sempre nello stesso anno arriva quarta ai mondiali di Eugene e vince la medaglia di bronzo agli europei di Monaco di Baviera. Nel 2023 vince l'oro ai campionati europei a squadre (e, contestualmente, anche quello ai Giochi europei), mentre ai campionati mondiali di Budapest si classifica al sesto posto.
Il 10 giugno 2024 vince la medaglia d'oro - con la misura di 74,18 metri - ai campionati europei casalinghi di Roma.

## Progressione

### Lancio del martello
| Stagione | Misura  | Luogo    | Data      | Rank. Mond. |
| -------- | ------- | -------- | --------- | ----------- |
| 2023     | 73,85 m | Budapest | 24-8-2023 |             |
| 2022     | 75,77 m | Madrid   | 18-6-2022 |             |
| 2021     | 72,31 m | Madrid   | 19-6-2021 |             |
| 2020     | 70,73 m | Udine    | 8-8-2020  |             |
| 2019     | 70,30 m | Livorno  | 29-6-2019 | 32ª         |
| 2018     | 66,06 m | Modena   | 23-6-2018 | 89ª         |
| 2017     | 68,24 m | Modena   | 2-6-2017  | 51ª         |
| 2016     | 62,44 m | Caorle   | 10-9-2016 | 169ª        |
| 2015     | 61,75 m | Jesolo   | 26-9-2015 | 177ª        |
| 2014     | 55,60 m | Milano   | 27-9-2014 | 463ª        |

## Palmarès
| Anno | Manifestazione   | Sede       | Evento              | Risultato | Prestazione | Note                                     |
| ---- | ---------------- | ---------- | ------------------- | --------- | ----------- | ---------------------------------------- |
| 2015 | Europei U20      | Eskilstuna | Lancio del martello | 20ª (q)   | 56,14 m     | [ 9 ]                                    |
| 2016 | Mediterraneo U23 | Tunisi     | Lancio del martello | 7ª        | 57,24 m     | [ 10 ]                                   |
| 2016 | Mondiali U20     | Bydgoszcz  | Lancio del martello | 7ª        | 59,56 m     | [ 11 ]                                   |
| 2017 | Europei U23      | Bydgoszcz  | Lancio del martello | 11ª       | 63,38 m     |                                          |
| 2017 | Universiadi      | Taipei     | Lancio del martello | 12ª       | 60,82 m     |                                          |
| 2018 | Mediterraneo U23 | Jesolo     | Lancio del martello | Bronzo    | 61,38 m     |                                          |
| 2019 | Europei U23      | Gävle      | Lancio del martello | Bronzo    | 68,35 m     |                                          |
| 2019 | Mondiali         | Doha       | Lancio del martello | 26ª (q)   | 66,58 m     |                                          |
| 2021 | Giochi olimpici  | Tokyo      | Lancio del martello | 12ª       | 69,10 m     | [ 12 ]                                   |
| 2022 | Mondiali         | Eugene     | Lancio del martello | 4ª        | 73,18 m     |                                          |
| 2022 | Europei          | Monaco     | Lancio del martello | Bronzo    | 71,58 m     |                                          |
| 2023 | Giochi europei   | Chorzów    | Lancio del martello | Oro       | 73,26 m     | [ 13 ]                                   |
| 2023 | Giochi europei   | Chorzów    | A squadre           | Oro       | 426,5 p.    | [ 13 ]                                   |
| 2023 | Mondiali         | Budapest   | Lancio del martello | 6ª        | 73,85 m     | Miglior prestazione personale stagionale |
| 2024 | Europei          | Roma       | Lancio del martello | Oro       | 74,18 m     | Miglior prestazione personale stagionale |
| 2024 | Giochi olimpici  | Parigi     | Lancio del martello | 12ª       | 69,58 m     |                                          |

## Campionati nazionali
- 9 volte campionessa nazionale assoluta del lancio del martello (2017, 2018, 2019, 2020, 2021, 2022, 2023, 2024, 2025)
- 6 volte campionessa nazionale assoluta invernale nel lancio del martello (2017, 2018, 2019, 2021, 2022, 2023)
- 1 volta campionessa nazionale universitaria del lancio del martello (2017)
- 3 volte campionessa nazionale promesse del lancio del martello (2017, 2018, 2019)
- 3 volte campionessa nazionale promesse invernale nel lancio del martello (2017, 2018, 2019)
- 1 volta campionessa nazionale giovanile invernale nel lancio del martello (2016)
- 1 volta campionessa nazionale juniores del lancio del martello (2015)

2013
- 11ª ai campionati italiani allievi (Jesolo), lancio del martello - 49,48 m[14]
- 17ª ai campionati italiani allievi (Jesolo), getto del peso - 11,19 m[15]

2014
- Bronzo ai campionati italiani allievi (Rieti), lancio del martello - 61,32 m[16]
- In qualificazione ai campionati italiani assoluti (Rovereto), lancio del martello - nm[17]

2015
- Argento ai campionati italiani invernali di lanci giovanile (Lucca), lancio del martello - 55,91 m[18]
- Oro ai campionati italiani juniores (Rieti), lancio del martello - 58,86 m[19]
- 5ª ai campionati italiani assoluti (Torino), lancio del martello - 57,69 m[20]

2016
- Oro ai campionati italiani invernali di lanci giovanile (Lucca), lancio del martello - 59,55 m[21]
- Argento ai campionati italiani juniores (Bressanone), lancio del martello - 60,55 m[22]
- Bronzo ai campionati italiani assoluti (Rieti), lancio del martello - 61,96 m[23]

2017
- Oro ai campionati italiani invernali di lanci assoluti (Rieti), lancio del martello - 67,28 m[24]
- Oro ai campionati italiani invernali di lanci promesse (Rieti), lancio del martello - 67,28 m[25]
- Oro ai campionati italiani promesse (Firenze), lancio del martello - 68,08 m[26]
- Oro ai campionati nazionali universitari (Catania), lancio del martello - 64,55 m[27]
- Oro ai campionati italiani assoluti (Trieste), lancio del martello - 66,81 m

2018
- Oro ai campionati italiani invernali di lanci assoluti (Rieti), lancio del martello - 65,30 m
- Oro ai campionati italiani invernali di lanci promesse (Rieti), lancio del martello - 65,30 m
- Oro ai campionati italiani promesse (Agropoli), lancio del martello - 61,93 m
- Oro ai campionati italiani assoluti (Pescara), lancio del martello - 63,72 m

2019
- Oro ai campionati invernali di lanci assoluti (Lucca), lancio del martello - 65,87 m
- Oro ai campionati invernali di lanci promesse (Lucca), lancio del martello - 65,87 m
- Oro ai campionati italiani promesse (Rieti), lancio del martello - 66,22 m
- Oro ai campionati italiani assoluti (Bressanone), lancio del martello - 69,75 m

2020
- Oro ai campionati italiani assoluti (Padova), lancio del martello - 68,50 m

2021
- Oro ai campionati invernali di lanci (Molfetta), lancio del martello - 69,71 m
- Oro ai campionati italiani assoluti (Rovereto), lancio del martello - 70,34 m

2022
- Oro ai campionati invernali di lanci (Mariano Comense), lancio del martello - 68,18 m
- Oro ai campionati italiani assoluti (Rieti), lancio del martello - 71,57 m

2023
- Oro ai campionati invernali di lanci (Rieti), lancio del martello - 72,51 m
- Oro ai campionati italiani assoluti (Molfetta), lancio del martello - 71,02 m

2024
- Oro ai campionati italiani assoluti (La Spezia), lancio del martello - 71,32 m

2025
- Oro ai campionati italiani universitari, lancio del martello - 70,08 m
- Oro ai campionati italiani assoluti (Caorle), lancio del martello - 70,42 m

## Altre competizioni internazionali
2017
- 6ª nella Coppa Europa invernale di lanci under 23 ( Gran Canaria), lancio del martello - 62,71 m[28]
- 9ª nella Super League degli Europei a squadre ( Villeneuve-d'Ascq), lancio del martello - 63,19 m[29]

2021
- Bronzo nella Super League degli Europei a squadre ( Chorzów), lancio del martello - 70,31 m

2022
- Bronzo in Coppa Europa di lanci ( Leiria), lancio del martello - 69,60 m

2023
- Campionati europei a squadre di atletica leggera ( Chorzów)
- Oro ai Campionati europei a squadre di atletica leggera ( Chorzów), lancio del martello - 73,26 m
- Oro in Coppa Europa di lanci ( Leiria), lancio del martello - 73,26 m

2025
- Campionati europei a squadre di atletica leggera ( Madrid)